# William Procter
William Procter (ur. w 1801, zm. w 1884) – amerykański producent świec i przemysłowiec.

## Życiorys
Stał się współzałożycielem Procter & Gamble w 1837, wraz z Jamesem Gamble. Urodzony w Anglii, Procter wyemigrował do Cincinnati w Ohio w 1820, gdy poślubił Oliwię Norris i zaczął swój biznes. Po propozycji swojego teścia Alexandra Norrisa, połączył siły ze szwagrem Jamesem Gamble, by założyć przedsiębiorstwo, które nosi ich imiona. Jego syn William Alexander Procter oraz wnuki William Cooper i Henry Procter pracowali jako prezesi spółki. William Procter miał być rzekomo pochowany w grobie przed budynkiem "St. Bernard Soap Company" główną siedzibą kompanii, ale najprawdopodobniej spoczął obok swojego partnera w interesach Jamesa Gamble na cmentarzu "Spring Grove".